# دشمن قسم‌خورده (آینه سیاه)
دشمن قسم‌خورده (به فرانسوی: Bête Noire)، دومین قسمت از فصل هفتم مجموعه آنتولوژی علمی‌تخیلی بریتانیایی آینه سیاه است. فیلم‌نامه این قسمت توسط خالق سریال آینه سیاه یعنی چارلی بروکر نوشته شده و توبی هینز آن را کارگردانی کرده است. پس از دو اپیزود یواس‌اس کالیستر و اهریمن ۷۹، این سومین قسمتی است که هینز آن را برای مجموعه آینه سیاه کارگردانی کرده است. سیانا کلی، رزی مک‌ایون، مایکل ورک‌آی و هانا گریفیث از بازیگران این اپیزود هستند. دشمن قسم‌خورده به همراه تمام قسمت‌های دیگر فصل هفتم در تاریخ ۱۰ آوریل ۲۰۲۵ توسط نتفلیکس منتشر شد.
داستان این قسمت دربارهٔ زن جوانی به نام ماریا است که به عنوان سرپرست تحقیق و توسعه در یک شرکت شکلات‌سازی فعالیت می‌کند. هم‌زمانی وقوع مجموعه‌ای از رخدادهای عجیب با استخدام شخصی به نام وریتی گرین در شرکت که از دوستان دوران مدرسه ماریا بوده و خاطره خوشی از او ندارد، ماریا را به این نتیجه می‌رساند که وریتی با قصدی از پیش تعیین شده و برای از بین بردن حیثیت او به شرکت آمده اما اثبات چنین ادعای پیچیده‌ای ماریا را تا مرز جنون پیش می‌برد.
عنوان این اپیزود اصلاحی فرانسوی است که وقتی فردی از یک چیز یا شخص متنفر است به او نسبت می‌دهد. بروکر اعلام کرد که قصد داشته عناصر یک درام روانشناختی را با ایده‌های علمی-تخیلی ترکیب کند و نسخه نخست فیلم‌نامه با همین نیت نوشته شده است. بروکر در این قسمت به بررسی مفاهیمی همچون گسلایتینگ و حافظه کاذب پرداخته است. دشمن قسم‌خورده با واکنش متوسطی همراه بود. عملکرد بازیگران و فضاسازی اپیزود تحسین شد اما از نظر پیچش پایانی ناگهانی و غیرمنطقی خود مورد انتقاد قرار گرفت.